# Naïm Aït-Sidhoum
Naïm Aït-Sidhoum est un réalisateur et producteur grenoblois. Il est notamment connu pour avoir produit le court-métrage Guy Moquet en 2014 qui fut nommé au César du meilleur court métrage lors de la 41e cérémonie des César.

## Biographie
Naïm Ait-Sidhoum a fait des études d'architecture à l'École nationale supérieure d'architecture de Grenoble dont il est sorti diplômé en 2006. 
Il se lance dans la réalisation et travaille notamment dans le quartier Villeneuve de Grenoble. Parallèlement à son travail de réalisation, il commence à enseigner dans différentes écoles d'Arts, comme à l'ESAAA - école supérieure d'art Annecy Alpes mais aussi à l'Institut d'urbanisme de Grenoble.
Il est membre du collectif Pied la Biche avec qui il crée, réalise et produit dès 2011 la série Les Films de la Villeneuve (anciennement Vill9, La Série). C'est dans ce cadre qu'il va réaliser Guy Moquet (2014), Africa (2017) et prochainement La Légende de Kunta Kinte, dont le tournage a eu lieu en juillet 2018.

## Filmographie
Producteur
- 2014 : Guy Moquet
- 2018 : Petit Conte

Réalisateur
- 2017 : Africa